# Мозаика из прямоугольников
Мозаика из прямоугольников — мозаика, состоящая из прямоугольников. Мозаики домино — это мозаики с прямоугольниками с отношением сторон 1 × 2. Мозаики из единичных полимино, такие как 1 × 3, 1 × 4, и мозаики из произвольных полимино, такие как 2 × 3 также попадают в эту категорию.

## Конгруэнтные прямоугольники
Некоторые мозаики из прямоугольников включают:
| Сложенная облигация | Бегущая связь | Плетение корзины | Плетение корзины | Узор "ёлочка" |

## Плитки с неконгруэнтными прямоугольниками
Наименьший квадрат, который можно разрезать на (m × n) прямоугольников, так что все m и n — различные целые числа, — это квадрат 11 × 11, и в замощении используется пять прямоугольников. 
Наименьший прямоугольник, который можно разрезать на (m × n) прямоугольников, так что все m и n — различные целые числа, — это прямоугольник 9 × 13, и в замощении используется пять прямоугольников.  